# Дзюбівщина
Дзюбі́вщина — село Миргородського району Полтавської області. Населення станом на 2001 рік становило 286 осіб. Входить до Білоцерківської сільської об'єднаної територіальної громади з адміністративним центром у с. Білоцерківка.

## Географія
Село Дзюбівщина знаходиться на правому березі річки Псел, вище за течією на відстані 1 км розташоване село Пилипенки, нижче за течією на відстані 1 км розташоване село Красногорівка, на протилежному березі — село Лугове. Через село проходить автомобільна дорога Т 1719.
Віддаль до селища Велика Багачка — 11 км. Найближча залізнична станція Сагайдак — за 26 км.

## Історія
Село Дзюбівщина виникло в другій половині XIX ст. як хутір Білоцерківської волості Хорольського повіту Полтавської губернії.
На карті 1869 року поселення було позначене як Шляхові хутори.
За переписом 1900 року хутір Дзюбівщина Білоцерківської волості Хорольського повіту Полтавської губернії належав до Білоцерківської козацької громади. Він мав 70 дворів, 388 жителів.
У 1912 році в хуторі Дзюбовщині було 626 жителів.
У січні 1918 року в селі розпочалась радянська окупація.
Від 1923 до 1930 року село входило до Білоцерківського району Полтавської округи, після розформування району увійшло до складу новоутвореного Великобагачанського району.
У 1932–1933 роках внаслідок Голодомору, проведеного радянським урядом, у селі загинуло 48 мешканців. Збереглися свідчення про Голодомор місцевих жителів, серед яких Корж М. Ю. (1923 р. н.), Омелич М. К. (1908 р. н.), Омелич Я. І. (1914 р. н.).
З 14 вересня 1941 по 22 вересня 1943 року Дзюбівщина була окупована німецько-фашистськими військами.
Село входило до Білоцерківської сільської ради Великобагачанського району.
13 серпня 2015 року шляхом об'єднання Балакліївської, Білоцерківської, Бірківської та Подільської сільських рад Великобагачанського району була утворена Білоцерківська сільська об'єднана територіальна громада з адміністративним центром у с. Білоцерківка.

## Економіка
- Молочно-товарна ферма
- ФГ "Мегаврожай"

## Політика

### Парламентські вибори, 2019
На позачергових парламентських виборах 2019 року у селі функціонувала окрема виборча дільниця № 530014, розташована у приміщенні фельдшерсько-акушерського пункту.
Результати
- зареєстровано 197 виборців, явка 65,48%, найбільше голосів віддано за «Слугу народу» — 48,06%, за Всеукраїнське об'єднання «Батьківщина» — 19,38%, за Радикальну партію Олега Ляшка — 9,30%.[2] В одномандатному окрузі найбільше голосів отримала Анастасія Ляшенко (Слуга народу) — 27,42%, за Олексія Баганця (Всеукраїнське об'єднання «Батьківщина») — 24,19%, за Фахраддіна Мухтарова (самовисування), Костянтина Іщейкіна (самовисування) і Дарину Гермаш (самовисування) — по 9,68%[3].

## Об'єкти соціальної сфери
- Будинок культури
- Катерининська церква